# Torneo de Berlín 1999
El German Open 1999 fue un torneo de tenis femenino, disputado del 10 al 16 de mayo de 1999. Fue un evento de categoría Tier I que se jugó en canchas de polvo de ladrillo como preparativo para el segundo Grand Slam del año, Roland Garros. Fue la 84.ª edición del torneo y tuvo lugar en el Rot-Weiss Tennis Club en la capital alemana, Berlín.

## Campeonas

### Individual femenino
Martina Hingis venció a  Julie Halard-Decugis por 6–0, 6–1

### Dobles femenino
Alexandra Fusai /  Nathalie Tauziat vencieron a  Jana Novotná /  Patricia Tarabini por 6–3, 7–5